# Огурцов, Никита Олегович
Никита Олегович Огурцов (род. 28 августа 1962 года, Брянск, РСФСР, СССР) — российский дизайнер, график, арт-директор, член-корреспондент Российской академии художеств (2012).

## Биография
Родился 28 августа 1962 года в Брянске, живёт и работает в Салониках (Греция).
В 1990 году — окончил Московский художественный институт имени В. И. Сурикова, мастерская профессора О. М. Савостюка.
С 1993 года — член Союза художников России.
В 2012 году — избран членом-корреспондентом Российской академии художеств от Отделения дизайна.

### Семья
- отец — советский и российский живописец, академик Российской академии художеств (2008) Олег Фёдорович Огурцов (1933—2022).
- мать — советский и российский живописец, академик Российской академии художеств (1997) Альбина Георгиевна Акритас (род. 1934).
- сын — Сергей Никитич Акритас (род. 1987)

## Профессиональная деятельность
- креативный директор ведущих международных рекламных агентств: Leo Burnett Moscow (1996—2003), Euro RSCG Moradpour (2003—2006), Hakuhodo (2006—2009), Cheil Worldwide CIS (2010—2013);
- владелец и креативный директор рекламного агентства Gym Bag (с 2010 года);
- создатель ряда значительных рекламных кампаний для Procter&Gamble, Danone, Samsung, LG, Peugeot Citroen, Carlsberg, Reckitt Benckiser, UPECO;
- в 2019 году провел мастер-классы для учащихся МЦХШ при РАХ «7 способов попасть в рекламное агентство и сделать там карьеру».

## Творческая деятельность
Основные произведения: в рекламе: интегрированные рекламные кампании Procter&Gamble «Чистота — чисто Тайд!» (1997—2003), LG (2003—2006), Campina (2006—2014), Балтика, пиво «Невское» (2000—2006), Peugeot (2003—2006), Coca Cola (2008—2010) WimmBillDon, сок J7 (2003—2010), рекламные коммуникации всех брендов Samsung на территории СНГ (2010—2013), UPECO (2013—2020), серия театральных плакатов к постановкам пьес Михаила Булгакова (1991), серия постеров рекламной кампании поддержки бездомных детей (2006), серия социальных тв роликов о стандартах пищевых продуктов (2010); в графике: серия театральных плакатов по пьесам М. А. Булгакова, плакат «Мой брат Вася», офорт «Мужской портрет», книга комиксов «Благодарность Циклопа» (2020), серия иллюстраций на актуальные современные темы (2021).
Постоянный участник выставок с 1980-х среди которых: республиканская художественная выставка «Мое Нечерноземье» (1982), выставка дипломных работ (1990), международный конкурс плакатов «Человек. Природа. Общество» (1991), VIII республиканская художественная выставка «Россия» (1993), «50 лет МООСХ» (1996) и другие.
Куратор выставок:
- «Греческое сердце. Русская душа». Выставка произведений Альбины Акритас в 2016 г. в Салониках (в рамках перекрёстного года культуры Россия-Греция под эгидой МИД РФ и Российской Академии художеств);
- Юбилейная выставка выпускников МСХШ 1980 года в 2019 году в Москве (при поддержке МГХИ имени В. И. Сурикова).

## Награды
- Серебряная медаль Международного Московского фестиваля рекламы 1997 года за рекламный ролик чая Тайлос «Бабушки» и постер «Пушкин»